# Acarella
Acarella — рід грибів родини Asterinaceae. Назва вперше опублікована 1927 року.

## Класифікація
До роду Acarella відносять 3 види:
- Acarella costaricensis
- Acarella inaequalis
- Acarella pernambucensis